# Naudedrillia filosa
Naudedrillia filosa é uma espécie de gastrópode do gênero Naudedrillia, pertencente a família Pseudomelatomidae.